# La Frontera (Santa Cruz de Tenerife)
La Frontera è un comune spagnolo di 4 009 abitanti situato nella comunità autonoma delle Canarie, sull'isola di El Hierro. È il comune più occidentale della Spagna. In La Dehesa si trova il Santuario della Virgen de los Reyes, patrona dell'isola di El Hierro.